# Oxireno
Oxireno é um composto orgânico heterocíclico o qual contém um anel de três membros insaturado contendo dois átomos de carbono e um átomo de oxigênio.